# 坂本恒三
坂本 恒三（さかもと こうぞう、1950年3月18日 - 1977年9月7日）は、日本の元騎手。

## 経歴

### デビューから若手時代
1969年3月1日の東京第8競走5歳以上200万下・ウイジンオー（15頭中6着）で初騎乗を果たし、4月5日の中山第1競走4歳未出走・スイテンジュンで初勝利を挙げる。
8月30日・31日の東京で初の2日連続勝利、9月28日の中山で初の1日2勝を記録し、12月28日の中山第11競走4歳以上250万下・トネノヒカリで1960年代最後の関東地区のレースを勝利。
1年目の1969年から初の2桁勝利となる19勝を挙げ、同年から1972年まで4年連続2桁勝利を記録し、2年目の1970年には初の20勝台となる21勝をマーク。
1971年にはアラブ王冠（秋）で14頭中13番人気のマネーセブンを3着に導き、同馬では1972年の同レースで福永洋一が騎乗するジャズの2着に入った。

### 晩年
1973年には自己最低の4勝に終わったが、1974年には4年ぶりの20勝台となる25勝、1975年には2年連続20勝台で自己最多の26勝をマーク。
1974年2月24日の中京では第4競走4歳200万下を休養明け初戦のタカエノカオリで2着馬に5馬身差付け勝利し、同日の第8競走アラブ大賞典（春）をオーギフォードで制して重賞初勝利も挙げる。
タカエノカオリでは3月9日の中京第8競走カトレア賞でも勝利するが、同馬は前年末に寒さのため両前脚の蹄が割れて、満足に歩くことすらできなかった。ベテランの山内厩務員が寝食を共に親身の看護に日々苦労を重ねてきたのが実り、翌春の中京戦でカムバックしての2連勝であったが、手綱は共に坂本で、桜花賞ではタカエノカオリとスピードと根性を目にした武邦彦にバトンタッチしている。
1975年にはシンザン産駒ノワキタカで京成杯はテスコガビーの3着、カブラヤオーとテスコガビーが対決した第9回東京4歳ステークスでは5着に入った。福島記念ではスイノデイビスで2着に入り、11月9日の福島第10競走4歳以上300万下ではクリキロクで勝利し、中野隆良厩舎に開業初勝利をもたらした。
1977年にはジャンボキングで中日新聞杯では15頭中13番人気ながら2着に入って枠連万馬券を演出、小倉大賞典では3着に入ったが、7月30日の札幌第2競走3歳新馬・サンホウキングが最後の勝利となった。
1977年9月3日の函館第11競走4歳以上300万下でミヤサホマレに騎乗し、1コーナー通過時に同馬が故障して落馬。病院に運ばれた際には意識はなく、福島県にいた家族が函館市に着いた同7日、脳挫傷により死去。27歳没。

## 騎手成績
| 通算成績 | 1着 | 2着 | 3着 | 4着以下 | 出走回数 | 勝率 | 連対率 |
| -------- | --- | --- | --- | ------- | -------- | ---- | ------ |
| 計       | 154 | 171 | 160 | 1393    | 1878     | .082 | .189   |

主な騎乗馬
- オーギフォード（1973年アラブ大賞典 (春)）